# Большой Кугунур (Арбажский район)
Большой Кугунур — деревня в Арбажском районе Кировской области. 

## География
Находится на расстоянии примерно 7 километров по прямой на запад от районного центра поселка Арбаж.

## История
Известна с 1873 года как деревня Кугунур, где было дворов 75 и жителей 659, в 1905 (уже Большой Кугунур) 128 и 938, в 1926 93 и 507, в 1950 89 и 254. В 1989 году проживало 383 человека . До января 2021 года входила в Арбажское городское поселение до его упразднения.

## Население
Постоянное население составляло 265 человек (русские 98%) в 2002 году, 157 в 2010.